# StageCraft
StageCraft ist eine Technologie für virtuelle visuelle Effekte am Drehort, die aus einer von Industrial Light & Magic (ILM) entwickelten Videowand besteht. Ursprünglich für die Disney+-Serie The Mandalorian entwickelt, wurde es seitdem auch in anderen Produktionen eingesetzt und als revolutionäre Technologie für visuelle Effekte bezeichnet. Die Soundstage, in der StageCraft eingesetzt wird, heißt The Volume.

## Geschichte
Bei den Dreharbeiten zu Rogue One: A Star Wars Story (2016), dem Prequel zu Krieg der Sterne (1977), stieß Kameramann Greig Fraser auf verschiedene Probleme, die ihn auf die Idee brachten, große LED-Bildschirme als Teil des Sets einzusetzen. Diese Idee wurde von einem Team weiterentwickelt, dem Richard Bluff und Rob Bredow von Industrial Light & Magic (ILM) sowie Kim Libreri von Epic Games angehörten. Während der Entwicklung von Der König der Löwen arbeitete Regisseur Jon Favreau mit ILM an der Entwicklung von Technologien zur besseren Visualisierung von Aufnahmen in einem CGI-Raum. Als Favreau mit der Arbeit an der Disney+-Serie The Mandalorian begann, sah ILM die perfekte Gelegenheit, diese Technologie mit einem Regisseur zu nutzen, der bereit war, sie einzusetzen.
Beim StageCraft-Verfahren werden Live-Action-Darsteller und Sets gedreht, die von großen, hochauflösenden LED-Videowänden umgeben sind. Auf diesen Wänden werden computergenerierte Bilder gezeigt, die früher in erster Linie in der Postproduktion nach dem Dreh mit Greenscreens zusammengesetzt wurden. Diese Einrichtungen sind als „Volumen“ bekannt. Bei den Dreharbeiten kann das Produktionsteam den Hintergrund anhand der sich bewegenden Kamerapositionen sofort neu ausrichten. Der gesamte CGI-Hintergrund kann in Echtzeit manipuliert werden.
ILM nutzte auf der MicroLED-Technik von Sony basierende Videowände, auf denen die Umgebung bzw. der Hintergrund (das Szenenbild) abgespielt bzw. angezeigt wurde. Die Unreal Engine von Epic Games, eine beliebte Spiele-Engine, wird für das Echtzeit-3D-Rendering der computergenerierten Bildwelten genutzt. Weitere Technologiepartner von StageCraft sind FuseFX, Lux Machina, Profile Studios, Nvidia und ARRI.
Für die zweite Staffel von The Mandalorian entwickelte ILM die Technologie zu „StageCraft 2.0“ weiter. Diese Version verfügte über ein größeres Volumen und eine speziellere Software. Ein Beispiel für diese Software ist Helios, eine Rendering-Engine, die von ILM speziell für StageCraft-Hardware entwickelt wurde.
Im September 2020 wurde bekannt gegeben, dass neben dem ersten Set, das für The Mandalorian in den Manhattan Beach Studios errichtet wurde, mehrere weitere permanente Sets geplant sind. Dazu gehören:
Ein zusätzliches Set in den Manhattan Beach Studios, das ursprünglich für März 2021 angekündigt war, jedoch bereits im Januar 2021 fertiggestellt wurde.
Ein weiteres Set in den Pinewood Studios in London, das im Februar 2021 eröffnet wurde.
Ein größeres, maßgeschneidertes Set in den Fox Studios Australia, das sich ebenfalls in der Entwicklung befindet.
Diese neuen Sets sollen größer sein, eine höhere Auflösung bieten und mehr LED-Panels verwenden als die ursprüngliche Anlage in Manhattan Beach.
Zudem ist ILM in der Lage, virtuelle Produktionskonfigurationen an anderen Standorten aufzubauen.
Im November 2021 wurde der Bau einer weiteren Halle in Vancouver angekündigt, deren Eröffnung Anfang 2022 geplant war.

## Produktionen mit StageCraft

### Fernsehserien
- The Mandalorian (seit 2019)[10]
- Das Buch von Boba Fett (2021–2022)[11]
- How I Met Your Father (2022–2023)[12]
- Our Flag Means Death (2022–2023)[13]
- Obi-Wan Kenobi (2022)[14]
- Andor (seit 2022)[15]
- House of the Dragon (2022)[16]
- Ahsoka (seit 2023)[17]
- Percy Jackson: Die Serie (seit 2023)[18]
- Avatar – Der Herr der Elemente (seit 2024)[19]

### Spielfilme
- The Midnight Sky (2020)[20]
- The Batman (2022)[21]
- Thor: Love and Thunder (2022)[22]
- Black Adam (2022)[23]
- Die Fabelmans (2022)[24]
- Ant-Man and the Wasp: Quantumania (2023)[25]
- The Marvels (2023)[26]
- Daddio (2024)